# علاقة باب

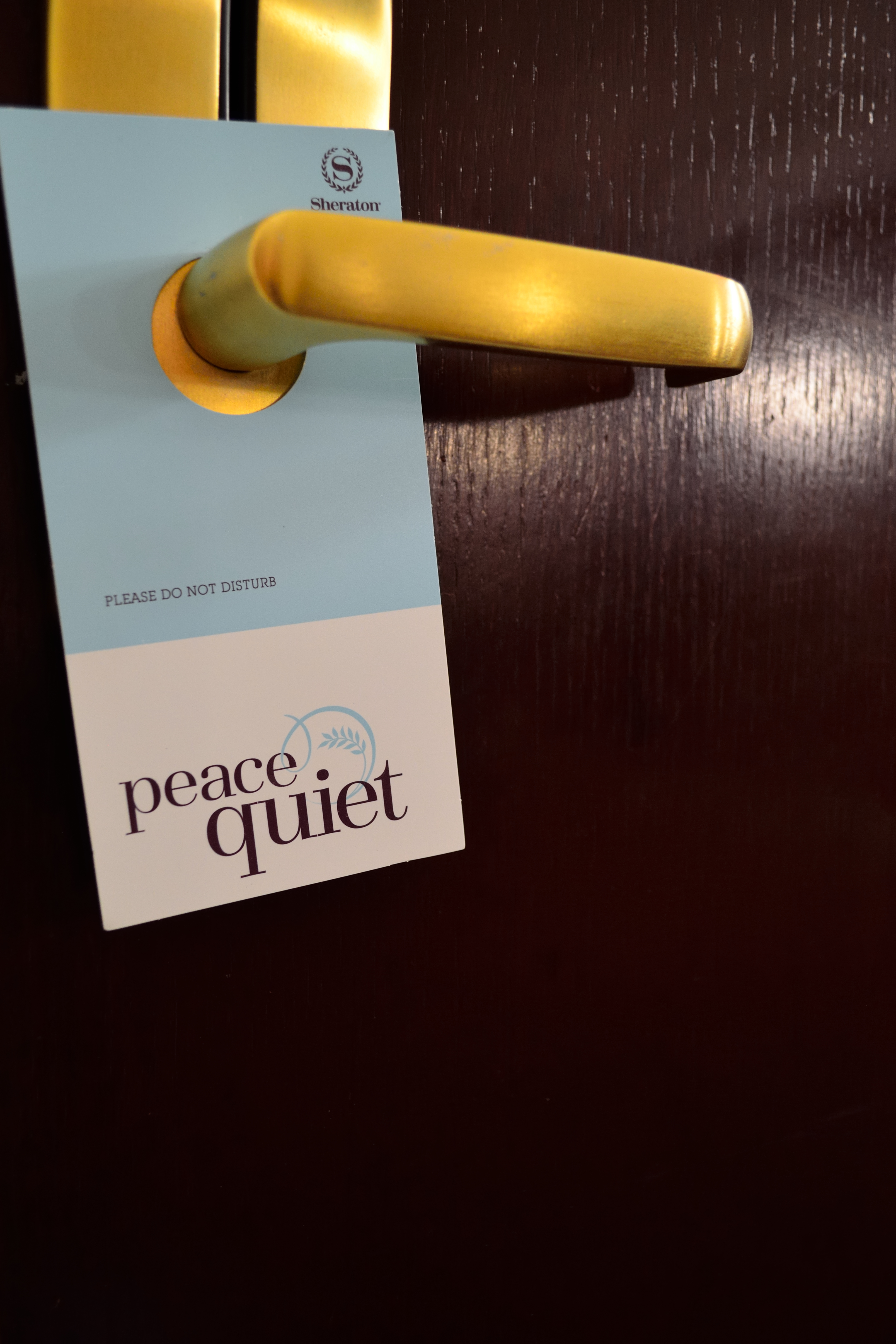
اشارة "عدم الإزعاج" الشائعة

علاقة باب (بالإنجليزية: door-hanger) هي إشارة مصنوعة من بلاستيك أو ورق كرتون، غالباً مستطيلية الشكل مقطوعة لتعلق على قبضة الباب وفي بعض الأحيان تستخدم لتوزيع للإعلانات على المقيمين. علاقات الأبواب متواجدة في أغلب الفنادق أو أماكن السكن كمعنى للتواصل بين النزلاء وطاقم النظافة والصيانة.

## الإستخدامات
واحد من الأماكن الشائعة جداً التي تستخدم فيها إشارة «عدم الإزعاج» هي الفنادق، حيث يضع النزلاء هذه الإشارة لإبلاغ العاملين لاحترام خصوصيتهم. وبعض الفنادق الأخرى توفر إشارات «تنظيف الغرفة» والتي هي بالمعنى المعاكس.
وأيضا تستخدم في المدارس، لإبلاغ العاملين والطلاب أن هنالك اختبار جارٍ في قاعة دراسية معينة.
إشارة «عدم الإزعاج» تستخدم ايضاً للذين يتركون أشياء قيمة في غرفهم لتشتيت أي محاولة سرقة.

## مشاكل
في قضايا عديدة، تسببت إشارة عدم الإزعاج على أبواب الفنادق في اخفاء جرائم قتل، وفايات مشبوهة، وجرائم أخرى عديدة.